# FEZ-Berlin

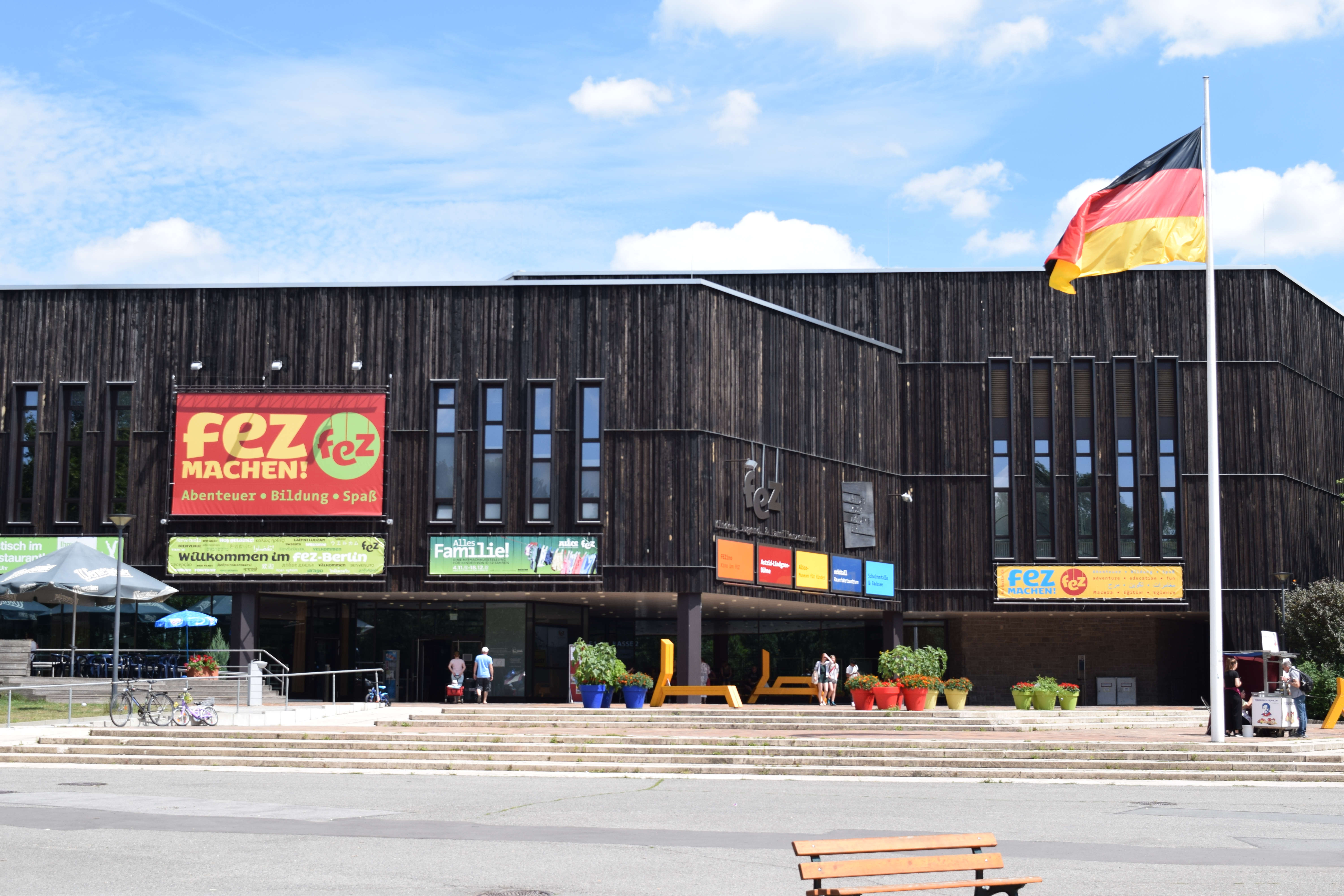
Der Eingang zum Hauptgebäude des FEZ

Das FEZ-Berlin (Freizeit- und Erholungszentrum) ist Europas größtes gemeinnütziges Kinder-, Jugend- und Familienzentrum und befindet sich im Berliner Ortsteil Oberschöneweide im Bezirk Treptow-Köpenick. Das Zentrum entstand aus dem 1979 eröffneten Pionierpalast Ernst Thälmann und umfasst heute auf rund 188.000 Quadratmetern zahlreiche Indoor- und Outdoor-Einrichtungen, darunter Theater- und Konzerträume, Kreativwerkstätten, Sportanlagen sowie Natur- und Erlebnisbereiche. Das FEZ-Berlin bietet ein breites Spektrum an Bildungs-, Freizeit- und Kulturangeboten für Kinder, Jugendliche und Familien und versteht sich als Ort des spielerischen Lernens, der gesellschaftlichen Begegnung und kulturellen Bildung. Betreiber des Zentrums ist die landeseigene FEZ-Berlin gGmbH.

## Geschichte

### Gründung und DDR-Zeit

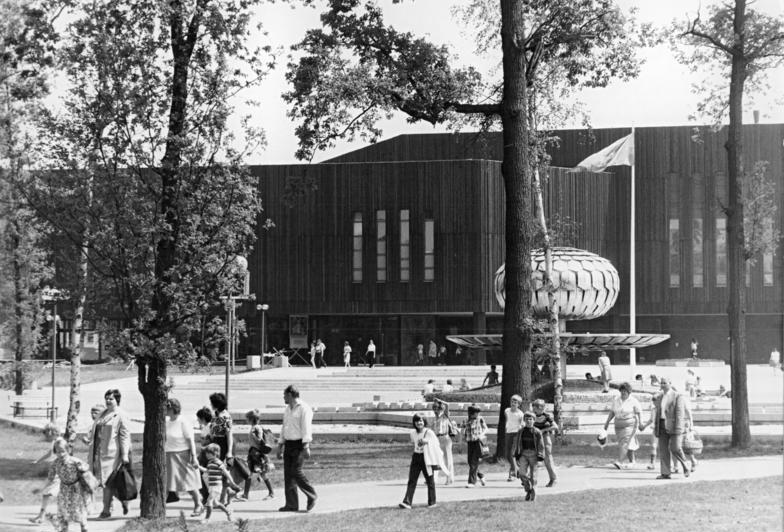
Der Pionierpalast Ernst Thälmann 1981

Das Freizeit- und Erholungszentrum (FEZ) in der Berliner Wuhlheide wurde am 3. Oktober 1979 als Pionierpalast Ernst Thälmann eröffnet. Es entstand im Kontext der DDR-Jugendpolitik als zentrale außerschulische Freizeit- und Bildungseinrichtung für Kinder und Jugendliche. Träger war die Pionierorganisation Ernst Thälmann, die dem staatlichen Jugendverband FDJ angegliedert war. Der Neubau ergänzte den bereits seit 1950 bestehenden Pionierpark Ernst Thälmann, der mit Freilichtbühne (20.000 Plätze) und Badesee seit den 1950er-Jahren Schauplatz von Ferienlagern, Kulturveranstaltungen und Jugendtreffen gewesen war. Der Pionierpalast bildete einen neuen architektonischen Höhepunkt dieses Parks.
Architektonisch galt der Gebäudekomplex als Meisterwerk der DDR-Moderne. Entworfen wurde er von Günter Stahn (Bauzeit 1976–1979). Auffällig ist die mit Lärchenholz verkleidete Fassade, durch die sich der weitläufige Bau harmonisch in die Waldlandschaft der Wuhlheide einfügt. Das Raumprogramm umfasste ein zentrales Foyer mit geschwungener Treppe und mehreren Veranstaltungssälen, einen Bereich für Arbeitsgemeinschaften (Klubräume und Werkstätten) sowie einen Sporttrakt mit Sporthalle und Schwimmhalle. Kunst am Bau bereicherte das Ensemble: Vor dem Hauptgebäude wurde ein großer Kugelbrunnen installiert, und im Inneren schmückt ein großflächiges Wandmosaik von Peter Sylvester die Wände. Auch eine kleine Biologiestation – ein „Grünes Klassenzimmer“ mit Gewächshaus und Tiergehegen – gehörte zum Palast.
Pädagogisch verfolgte der Pionierpalast das Konzept, Spiel und Bildung im sozialistischen Sinne zu vereinen. Kindern und Jugendlichen sollte außerhalb der Schule eine breite Palette an Aktivitäten geboten werden – von künstlerischen und handwerklichen Arbeitsgemeinschaften über Technik- und Computerclubs bis zu Sport, Schwimmen und Ferienangeboten. Gleichzeitig diente der Palast der politisch-ideologischen Erziehung im Sinne der DDR: So gab es z. B. paramilitärische Wehrerziehung und ein „Schießkabinett“, die jedoch von Freizeit- und Lernangeboten eingerahmt waren. Der Pionierpalast wurde täglich von Schulklassen und Organisierten der Jungpioniere und Thälmannpioniere frequentiert. Zudem fanden hier offizielle Jugendweihe-Feiern, Pionierleiter-Schulungen und andere zentrale Veranstaltungen der Jugendorganisationen statt. Neben dem Gebäude nutzte man auch die benachbarte Freilichtbühne Wuhlheide für Großveranstaltungen, etwa Massenappelle und Kulturprogramme im Rahmen von Ferienlagern und Festakten. Bis 1989 blieb der „Ernst-Thälmann-Palast“ ein Prestigeobjekt der DDR-Jugendpolitik, das jährlich mit erheblichen staatlichen Mitteln finanziert wurde, um ein „kommerzkostenfreies“ Bildungs- und Freizeitangebot für alle Kinder zu gewährleisten.

### Entwicklung nach der Wiedervereinigung
Mit dem Ende der DDR 1990 stand der Fortbestand des Pionierpalastes infrage. Die gleichnamige Pionierorganisation wurde im August 1990 aufgelöst, und die Anlage wurde an das westdeutsche Bildungsministerium übertragen. In diesem Übergang erfolgte eine Neukonzeption und Umbenennung: Aus dem ideologisch geprägten Pionierpalast wurde das neutrale Freizeit- und Erholungszentrum (FEZ). Das Konzept wurde entpolitisiert, blieb aber dem Bildungsauftrag verpflichtet. Die Angebote konzentrierten sich nun auf kreative, sportliche und naturkundliche Freizeitprogramme ohne sozialistische Indoktrination. So wurden vormals militärische oder ideologische Bereiche (Wehrerziehung, Schießkabinett) abgeschafft. Stattdessen traten Musik-, Tanz- und Malkurse, Computer-Workshops, Naturerfahrungsangebote und internationale Begegnungsprojekte in den Vordergrund.
In den frühen 1990er-Jahren durchlief das FEZ eine schwierige Transformationsphase. Die Finanzierung wurde drastisch gekürzt – die Berliner Senatsverwaltung für Jugend übernahm 1991 die Trägerschaft. Über 200 der ursprünglich etwa 460 Mitarbeiter mussten gehen. Dennoch bemühte man sich, den Kernbetrieb aufrechtzuerhalten. Zur Unterstützung gründeten Eltern und Förderer den Förderverein FEZ-Wuhlheide e.V., der insbesondere Familien aus West-Berlin vereinte und das politische und öffentliche Interesse an einem Erhalt der Einrichtung stärkte.
Inhaltlich und strukturell wurde das FEZ neu ausgerichtet. Es versteht sich seither als gemeinnütziges Kinder-, Jugend- und Familienzentrum, das Bildung, Kultur und Freizeit vereint. Seit 1994/95 ist die Trägerschaft in der gemeinnützigen Betriebsgesellschaft KJfz-L-gBmbH organisiert, deren alleiniger Gesellschafter das Land Berlin ist. Diese Konstruktion sichert eine Grundfinanzierung durch jährliche Zuwendungen des Landes Berlin, während das FEZ zusätzlich Einnahmen etwa durch Eintrittsgelder, Vermietungen und Projektmittel erzielt. Der Name „FEZ-Berlin“ etablierte sich offiziell ab 1992. 1995 wurde zudem die Landesmusikakademie Berlin in die Einrichtung integriert, die seitdem gemeinsam mit dem FEZ von der gGmbH betrieben wird.
Die 1990er- und 2000er-Jahre waren geprägt von einer programmatischen Neuausrichtung. Das FEZ entwickelte sich zu Europas größtem Zentrum seiner Art und setzt heute auf ein breites Spektrum pädagogischer Themen. Neue feste Einrichtungen entstanden: 2002 eröffnete das Alice – Museum für Kinder, das interaktive Ausstellungen zu Alltags- und Gesellschaftsthemen bietet. Für Theateraufführungen wurde der große Saal 1998 in Astrid-Lindgren-Bühne umbenannt. 2003 kam mit dem Orbitall (Raumfahrtzentrum) ein moderner Erlebnisbereich hinzu, der an die Tradition des ursprünglichen „Kosmonautenzentrums“ von 1979 anknüpft. In dieser Zeit wandte man sich verstärkt gesamtstädtischen Bildungsinitiativen zu – etwa zu Bildung für nachhaltige Entwicklung, kultureller Bildung und Integration. Seit 1995 ist das FEZ eine 100%ige Tochter des Landes Berlin und hat seinen Platz als feste Institution der Berliner Jugend- und Familienlandschaft gefunden.

### Sanierungen und Erweiterungen
Nach 2000 wurden erhebliche Investitionen getätigt, um das historische FEZ-Gebäude zu modernisieren und neuen Bedürfnissen anzupassen. Bauliche Sanierungen ab 2011 zielten vor allem auf Energieeffizienz und Substanzerhalt. In den Jahren 2011–2014 ließ das Land Berlin Fassade und Flachdächer umfassend dämmen und erneuern. Diese energetische Sanierung wurde durch EU-Umweltfördermittel und das Land Berlin je zur Hälfte finanziert. Sie reduzierte den Energiebedarf des Gebäudes um rund 36 %. Neben neuen Fenstern, Türen und Lüftungsanlagen wurden auf dem Dach der Schwimmhalle Solarkollektoren installiert. Laut Geschäftsführung spart das FEZ dadurch jährlich etwa 200.000 Euro Betriebskosten ein.
Parallel erfolgten barrierefreie Umbauten sowie Instandsetzungen an der Bausubstanz. Der zentrale Kugelbrunnen vor dem Gebäude wurde ab 2018 restauriert. 2019 eröffnete das Future-Lab als Makerspace mit analoger und digitaler Werkstatt. 2024 kam eine pädagogisch ausgestattete Lehrküche hinzu. Die Ökoinsel mit Tropenhaus, Imkerei und Ökogarten wurde ebenfalls weiterentwickelt.
Im Jahr 2023 wurde mit der Sanierung des Hauses am Badesee auf dem Gelände begonnen, ab 2025 soll es als Gästehaus der Landesmusikakademie genutzt werden. Es wird rund 88 Übernachtungsplätze bieten und insbesondere Musikschülern sowie Gastgruppen längere Aufenthalte ermöglichen.
Im Jahr 2025 stellte das Land Berlin den gesamten FEZ-Komplex unter Denkmalschutz. Das Landesdenkmalamt Berlin würdigte damit die architektonische und bildungspolitische Bedeutung der Anlage als einzigartiges Zeugnis der DDR-Geschichte. Ziel ist die behutsame Weiterentwicklung des Hauses im Spannungsfeld zwischen Tradition und Innovation.

## Einrichtungen und Angebote

### Kultur und Veranstaltungen
Das FEZ-Berlin bietet ein umfangreiches kulturelles Programm für Kinder, Jugendliche und Familien. Im Zentrum steht die Astrid-Lindgren-Bühne, die jährlich Zehntausende Besucher mit Theaterstücken für junge Zielgruppen anzieht. Zusätzlich finden auf mehreren Bühnen regelmäßig Konzerte, Festivals, Workshops und interaktive Formate statt. Besonders beliebt sind die Wochenendveranstaltungen, Familienfeste und saisonale Events wie das Winter-Zauberschloss oder die Halloween-Aktion "Geisterwelten". Zudem beherbergt das FEZ ein Raumfahrtzentrum mit interaktiven Angeboten zur Raumfahrtpädagogik sowie ein Kindermuseum mit wechselnden Ausstellungen.

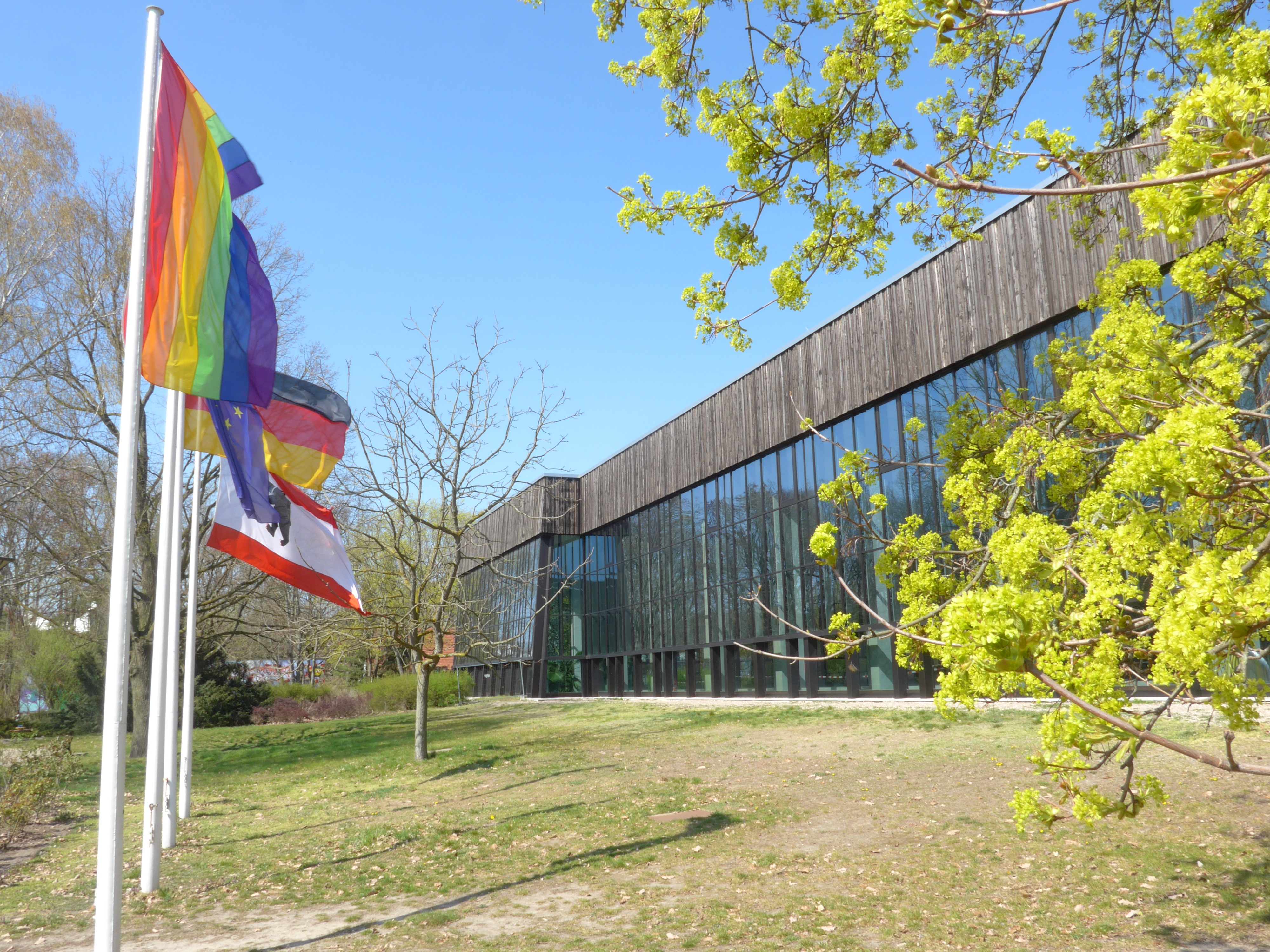
Außenansicht der Schwimmhalle des FEZ

### Sport- und Freizeitangebote
Zur Ausstattung des FEZ-Berlin gehören vielfältige sportliche Einrichtungen: eine Schwimmhalle mit acht 50-Meter-Bahnen, eine Mehrzweckhalle für Ballsportarten, ein Badesee mit Liegewiese, ein Skate- und BMX-Park, Tischtennisplatten sowie eine Kletterwand. Im Außenbereich laden weitläufige Grünflächen, Spielplätze, ein Pumptrack und ein Hüpfkissen zur Bewegung ein. Sport- und Bewegungsangebote sind häufig Bestandteil der pädagogischen Programme in den Ferien oder bei Gruppenbesuchen. Auch Familien und Einzelgäste können diese Einrichtungen im Rahmen regulärer Öffnungszeiten nutzen.

### Bildungsangebote
Das FEZ versteht sich als Ort des entdeckenden Lernens. Zahlreiche Bildungsformate richten sich an Schulklassen, Kitagruppen und Familien. Schwerpunkte sind die kulturelle Bildung, naturwissenschaftliche und technische Bildung sowie politische und nachhaltige Bildung. Zu den Einrichtungen zählen das FutureLab – ein Lernort für digitale und analoge Technikprojekte –, die Lehrküche, Werkstätten für Holz-, Ton- und Textilarbeit sowie Experimentierlabore. Kooperationen mit Schulen, Projekttage und pädagogische Begleitung gehören zum festen Bestandteil der Bildungsarbeit. Die Landesmusikakademie Berlin im FEZ bietet darüber hinaus musikpädagogische Fortbildungen, Workshops und Schulprojekte an.

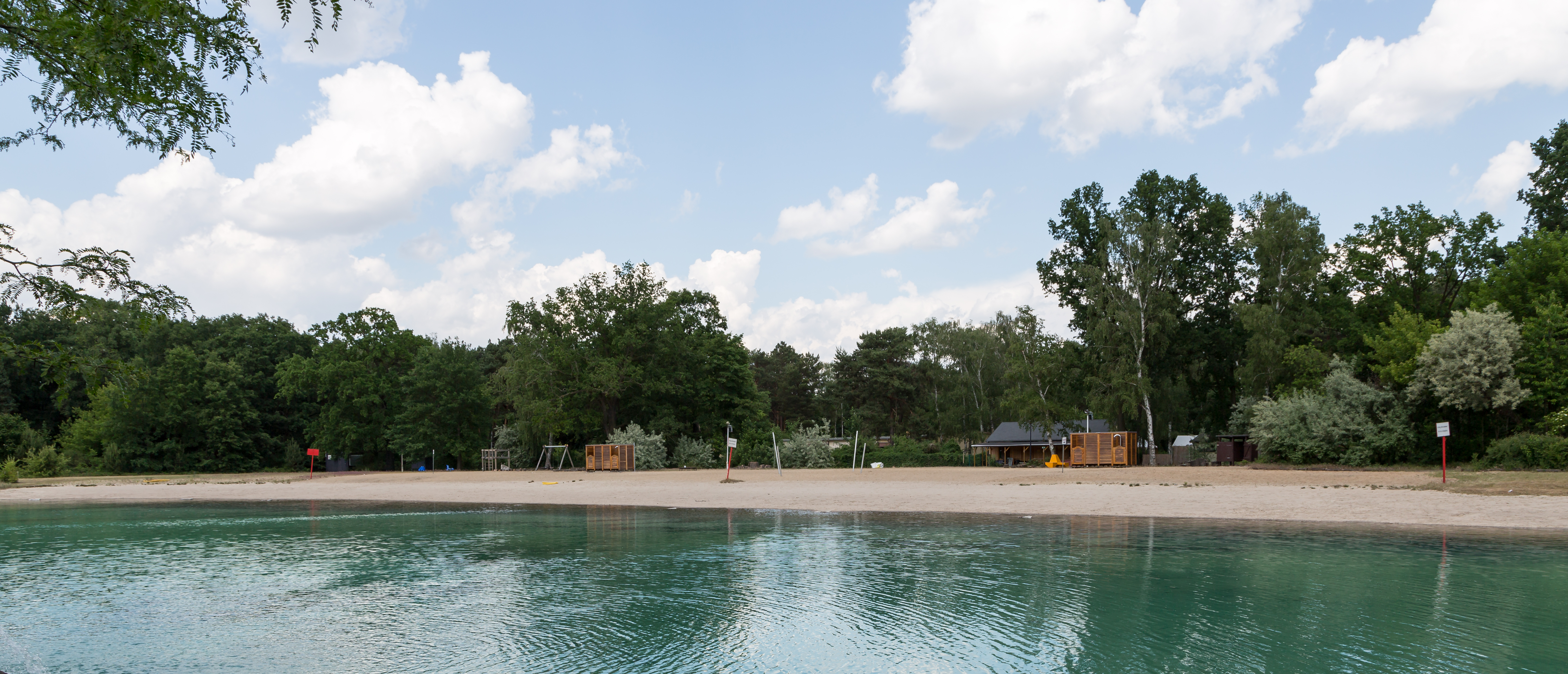
Badesee des FEZ

### Natur- und Erlebnisbereiche
Die Naturerfahrung ist integraler Bestandteil des Konzepts. Die sogenannte Ökoinsel umfasst ein Regenwaldhaus, Bienenstöcke, einen ökologischen Garten, einen Lehrpfad sowie große Gewächshäuser. Darüber hinaus ermöglichen Erlebnisräume wie der Badesee, Waldflächen, Wiesen, ein Streichelzoo und die Parkeisenbahn vielfältige Formen des Naturerlebens. Diese Angebote sind nicht nur für den Freizeitbereich gedacht, sondern auch eng in pädagogische Programme eingebunden, insbesondere in den Bereichen Umweltbildung, Ernährung und nachhaltige Entwicklung.

## Architektur

### Gebäude
Das Hauptgebäude des FEZ-Berlin wurde zwischen 1976 und 1979 nach den Entwürfen des Architekten Günter Stahn erbaut. Das Gebäude umfasst 13.000 Quadratmeter. Es ist ein charakteristisches Beispiel der Architektur der späten DDR-Moderne und steht mittlerweile unter Denkmalschutz. Das Gebäude zeichnet sich durch seine klaren, geometrischen Formen und funktionale Gestaltung aus, wobei Holz als zentrales Baumaterial eine wesentliche Rolle spielt. Es verfügt über ein großzügiges zentrales Foyer, zahlreiche Veranstaltungsräume, eine Schwimmhalle, ein Raumfahrtzentrum, ein Theater mit 559 Sitzplätzen sowie mehrere Konzertsäle und kreative Werkstätten. Künstlerische Elemente wie der „Kugelbrunnen“ und großformatige Wandmosaike ergänzen die architektonische Gestaltung und unterstreichen den Anspruch einer ganzheitlichen, kulturellen und pädagogischen Einrichtung.

### Außenanlagen
Die Außenanlagen des FEZ-Berlin umfassen etwa 175.000 Quadratmeter und wurden als natürliche Erweiterung des Gebäudekomplexes konzipiert. Die Gestaltung der Parkanlage betont bewusst die Verbindung zwischen Architektur und Natur, wobei große Freiflächen, ein Badesee, Wasserbecken sowie verschiedene pädagogisch genutzte Naturräume zur Verfügung stehen. Besonders hervorzuheben sind die sogenannte Ökoinsel mit Regenwaldhaus, Bienenzucht, Ökogarten und Gewächshäusern, die der Umweltbildung dienen. Darüber hinaus bieten Spiel- und Sportplätze, ein Pumptrack für BMX-Räder und Scooter sowie ein Hüpfkissen weitere attraktive Freizeitmöglichkeiten für die Besucher. Die gesamte Anlage unterstützt den integrativen Ansatz des FEZ-Berlin, Bildung, Freizeit und Naturerlebnis miteinander zu verbinden.

## Bedeutung und Nutzung

### Besucherzahlen und Zielgruppen
Im Jahr 2023 konnte das FEZ-Berlin insgesamt 661.959 Besucher verzeichnen, was einen deutlichen Anstieg gegenüber den Vorjahren darstellt (2021: 306.749 Besucher, 2022: 501.110 Besucher). Die Zahl nähert sich damit wieder dem Niveau vor der Pandemie an. Langfristig rechnet das FEZ-Berlin aufgrund von Kontingentierungen mit jährlich etwa 700.000 Besuchern. Besonders erfolgreich waren die Ferienprogramme, die mit 70.136 Besuchern die Vorpandemiewerte (2019: 59.074 Besucher) deutlich übertrafen. Die Wochenendveranstaltungen besuchten 2023 insgesamt 113.398 Gäste, was einen starken Anstieg gegenüber dem Vorjahr (65.945 Besucher) bedeutet. Der Bereich pädagogischer Angebote erreichte mit 50.156 Schülern eine Verdopplung der Vorjahreszahl (2022: 24.551), jedoch noch nicht das Niveau von 2019 (81.853 Schüler). Ebenfalls gestiegen sind die Besucherzahlen der Astrid-Lindgren-Bühne auf 52.282 Gäste (2022: 32.719 Besucher). Hauptzielgruppen des FEZ-Berlin sind Familien, Kinder und Jugendliche, die an Bildungs-, Freizeit- und Kulturangeboten teilnehmen.

## Verkehrsanbindung
Die nächstgelegene S-Bahn-Station ist der S-Bahnhof Wuhlheide, erreichbar mit der Linie S3. Der Fußweg von der Station beträgt etwa 12 bis 15 Minuten und führt entlang der Gleise der Parkeisenbahn Wuhlheide durch den Park bis zum Haupteingang des FEZ. An der Südseite des FEZ besteht darüber hinaus ein Anschluss an das Berliner Straßenbahnnetz. Das FEZ ist zusätzlich über die Parkeisenbahn Wuhlheide erreichbar.